# Bout-d'-Canard
Bout-d'-Canard est un conte de fées français publié en 1888 dans le recueil de contes Affenschwanz et cetera: variantes orales de contes populaires français et étrangers de Charles Marelle. Il met en scène un canard, où la répétition constitue la majeure partie de la logique derrière l'intrigue.

## L'histoire
Bout-d'-Canard est un canard particulièrement petit, d'où son nom. Mais il était doué en affaire, si bien qu'il finit par gagner cent écus. Un roi, particulièrement dépensier et sans le sou, en entend parler de lui demande de lui prêter de l'argent à un roi, avec la promesse d'un prochain remboursement. L'animal est d'abord honoré ; mais le temps passe et il ne revoie pas son argent. Déterminé, il se dirige vers le palais. En chemin, il chante :
- Quand, quand, quand ! me rendrez-vous bel mon argent[a] ?

Coup sur coup, Bout-d'-Canard rencontre quatre amis : un renard, une échelle, une rivière et un nid de guêpes. À chaque fois, l’échange est essentiellement le même. L'ami lui demande où il se rend et, en apprenant qu'il va voir le roi pour récupérer con du, demande à l'accompagner. Le canard accepte, mais, craignant que l'ami fatigue vite, lui propose de se faire tout petit , d'entrer dans son gosier et d'aller dans son gésier, pour qu'il le porte.
Lorsque Bout-d'-Canard arrive au palais, il demande à voir le roi. Le roi, ayant déjà tout dépensé sans gagner plus d'argent, rit et demande à le jeter Bout-d'-Canard dans la basse-cour, avec les volailles.
Il se sent humilié et se fait attaquer par des poules et des oies. Mais il demande au renard de sortir et de les tuer. Puis, le roi le fait jeter dans un puits, d'où il sort grâce à l'échelle. Quand il est enfermé dans un four, c'est la rivière qui en éteint les flammes.
Finalement, il pénètre dans la salle à manger, où il découvre le roi, rouge de colère, qui ordonne à ses serviteurs de se le faire amener pour pouvoir le décapiter. Le canard demande alors aux guêpes de sortir et de pique la cour : les hommes sautent par la fenêtre et se tuent.
Bout-d'-Canard fouille le palais à la recherche de son argent, mais ne le trouve pas et s'assoit sur le trône pour se reposer de son aventure. Cependant, lorsque le peuple arrive, il trouve le roi mort et éclate de joie. Trouvant la couronne près de sa dépouille, il la met sur la tête du canard et l'acclame comme leur nouveau roi. En effet, les gens qui le connaissaient déclaraient qu'un bout de canard bon ménager valait encore mieux pour roi qu'un panier percé comme celui qui gisait sur le pavé. Une fois la cérémonie de couronnement achevée, il propose à la foule d'aller manger parce qu'il se sent l'estomac creux.

## Analyse

### Affenschwanz et Ceterade Charles Marelle
La version originale du conte a été publiée sous le titre de Bout-d'-Canard dans le livre Affenschwanz et cetera: variantes orales de contes populaires français et étrangers de Charles Marelle en 1888. Dans l'avertissement de l'ouvrage, il déclare que les contes qu'il livre lui ont été narrés de vive voix, presque tous dans sa Champagne natale. Par exemple, ce conte faisait partie des souvenirs de son enfance.

### Type de conte
Le conte est classé dans l'index international Aarne-Thompson-Uther comme type de conte ATU 715, « Half-Chick » (également connu sous son nom français, « Demi-Coq »). Le nom fait référence au personnage principal, parfois un coq entier, parfois la moitié d'un coq, et aux aventures comiques qu'il vit avec ses amis. Dans le Catalogue des contes populaires français, les érudits français Paul Delarue et Marie-Louise Tenèze classent le conte comme type 715, Moitié de Coq (Jau) ("Half-Rooster").
Selon les chercheurs Stith Thompson et Paul Delarue, le nom français du type de conte est au moins référencé dans la pièce La Fausse Agnès, une œuvre de 1759 de Philippe Néricault Destouches,.
Paul Delarue a noté sa grande popularité en France, mais a fait remarquer que le conte est « bien connu dans toute » l'Europe et en Turquie. De même, selon le chercheur González Sanz, la littérature sur la distribution du type de conte indique la plus forte diffusion en France, en Espagne et en Amérique ibérique.
Le folkloriste Jonas Balys (lt), dans son analyse de 1936 des contes populaires lituaniens, a signalé 41 variantes lituaniennes enregistrées jusqu'alors.

## Traductions
Il a été traduit en anglais sous le titre de Drakestail et inclus dans The Red Fairy Book de Leonora Blanche Alleyne Lang et Andrew Lang en 1890.
Le conte a été traduit sous le titre Drakesbill et ses amis et publié dans la compilation Fairy stories my children love best of all d'Edgar Dubs Shimer.